# Hermann Wendel
Hermann Wendel, född 8 mars 1884 i Metz, död 3 oktober 1936,  var en tysk politisk författare.
Wendel var 1912–1918 socialdemokratisk ledamot av tyska riksdagen samt sysslade sedermera i böcker och som tidningsman mest med Balkanhalvöns politiska förhållanden.